# Der Kleiderschrank
Der Kleiderschrank ist eine Erzählung von Thomas Mann aus dem Jahre 1899.

## Inhalt
Albrecht van der Qualen, dem die Ärzte nur noch wenige Monate zu leben gegeben haben, reist im Schnellzug Berlin–Rom Richtung Süden. Dabei führt er weder Uhr noch Kalender mit sich; längst hat „er sich der Gewohnheit entschlagen, zu wissen, den wievielten Tag des Monats oder auch nur welchen Monat, ja sogar welche Jahreszeit man“ schreibt. „Alles muss in der Luft stehen.“
An einem unbekannten Bahnhof steigt er aus und schlendert ins Stadtinnere. Es ist „Abend […] in jeder Beziehung Herbst“. Auf dem Weg überschreitet van der Qualen „eine Brücke, (…) unter der das Wasser sich trübe und träge dahinwälzt[e]. Ein langer, morscher Kahn […], an dessen Hinterteil ein Mann mit einer langen Stange“ rudert, kommt vorbei. Unter im Nebel leuchtenden Bogenlampen, „über schwarznasses Trottoir“ geht es zum Hotel zum Braven Mann. Eine magere alte Dame in einem „altmodischen, verschossenen, schwarzen Kleid“, mit „eingefallenem Vogelgesicht“ und einem „moosartigen Gewächs“ auf der Stirn, „wie eine Figur von Hoffmann“, vermietet ihm ein Zimmer, „erbärmlich kahl, mit nackten weißen Wänden“.
Dort entdeckt er neben „drei hellrot lackierten Rohrstühlen“, die sich von der Wand abheben „wie Erdbeeren von Schlagsahne“, insbesondere einen Kleiderschrank, „ein vierschrötiges, braungebeiztes, ein wenig wackeliges Ding mit einer einfältig verzierten Krönung“. Er ist leer, die Rückwand aus grauem Rupfen hat sich an einer Ecke gelöst. Abends, beim Cognac, trifft er dort ein nacktes kleines Mädchen, „eine Gestalt, ein Wesen so hold“, dass sein Herz stillsteht, mit „schmalen, zarten Armen“, „schlanken Beinen“ und „Augen […] schwarz und länglich“. Im Kerzenschein erzählt es ihm traurige Geschichten „ohne Trost“, Geschichten etwa von Liebenden, die übers Heideland gehen. Sie reimen sich „auf so unvergleichlich süße und leichte Art[…], wie es uns hie und da in Fiebernächten im Halbschlaf geschieht“, enden aber traurig, mit einem „Messer[stich] oberhalb des Gürtels […], und zwar aus guten Gründen“.
Allabendlich findet sich die Kleine im Kleiderschrank ein und erzählt, verschwindet aber, sobald van der Qualen seine Hände nach ihr ausstreckt. Hin und wieder vergisst er sich und muss dann einige Zeit warten, ehe das Mädchen wieder im Schrank erscheint. Wie viele Tage das so geht, bleibt ebenso offen wie die Frage, ob der schwerkranke van der Qualen damals wirklich aus dem Zug stieg und sich in die Stadt begab – oder „nicht vielmehr schlafend in seinem Coupé erster Klasse verblieb und von dem Schnellzug Berlin-Rom mit ungeheurer Geschwindigkeit über alle Berge getragen ward“. Alles muss in der Luft stehen.

## Interpretation

### Rätselhaftigkeit
Eine Geschichte voller Rätsel lautet der Untertitel der Erzählung. Und in der Tat bleibt vieles im Unbestimmten. Über die Zeit des Geschehens wird der Leser ebenso im Unklaren gelassen wie der bewusst ohne Uhr und Kalender reisende van der Qualen. Auch der Handlungsort wird nicht näher genannt, nicht einmal, ob die Stadt „in Deutschland? […] in Norddeutschland?“ liegt, wird erwähnt. Verschiedene Anspielungen beziehen sich allerdings auf Manns Vaterstadt Lübeck, so wenn von „einem untersetzten Gemäuer […], einem alten Tore mit zwei massiven Türmen“ die Rede ist  (Holstentor) oder einer „Brücke, an deren Geländern Statuen standen“ (Puppenbrücke). Wer das unbekannte Mädchen im Schrank ist und woher sie kommt, bleibt unklar, ebenso die Frage, ob van der Qualen einem Tagtraum, Fieberphantasien, einem Nahtoderlebnis oder schlicht einem vom Cognac verursachten Rausch unterliegt. Ungewiss erscheint sogar, ob die Reise in die Stadt und der Aufenthalt im Hotel selbst real sind oder ebenfalls Teil der tatsächlich im Eisenbahncoupé stattfindenden Vision. Dem entspricht Albrechts leitmotivisch wiederkehrender Ausspruch, alles müsse in der Luft stehen.

### Todessymbolik
Der Tod ist in der Erzählung von Beginn an vielfältig präsent:
„In den ernsten und offenen Gesprächen unter zwei Männern“, die die Ärzte mit van der Qualen geführt haben, in seinem „gelblichen Teint“ und seinen „tief umschatteten Augen“ und natürlich auch in seinem sprechenden Namen. Im „Abend“, im „Herbst“, der während der Reise in der Stadt herrscht, in den nebeltrüben Bogenlampen und dem schwarznassen Trottoir, schließlich in dem Fluss („Sieh da, dachte er, ein Fluß; der Fluß“), den der Protagonist überschreitet und der an den Styx gemahnt, die Grenze zur Unterwelt mit dem mythischen Fährmann Charon. Die hoffmanneske Zimmerwirtin bietet mit ihrem Vogelgesicht und dem „moosartigen Gewächs“ auf der Stirn ebenso ein Bild des Verfalls wie der marode Kleiderschrank. Selbst die jugendfrische Gestalt des Mädchens kann nicht über die Allgegenwart des Todes hinwegtäuschen, bringt sie van der Qualen doch keinen Trost, sondern führt ihn in den Untergang.

### Literarische Vorbilder
Als Vorbilder für die geheimnisvolle Erscheinung im Kleiderschrank werden die junge Frau aus Dostojewskis Wirtin von 1847 und die geisterhafte Donna Anna in E.T.A. Hoffmanns Erzählung Don Juan  genannt. Einfluss ausgeübt hat auch der von Mann damals gerne gelesene Arthur Schopenhauer, der Phänomene wie Hellsehen, Telepathie oder Somnambulie zu integralen Bestandteilen seiner Philosophie  gemacht hat.

### Autobiographisches
Auch Der Kleiderschrank enthält autobiographische Elemente: In dem Zimmer mit den erdbeerroten Rohrstühlen vor kahlweißen Wänden verewigte Mann etwa seine Junggesellenbude in der Marktstraße 5 in München-Schwabing, auch einen Kleiderschrank, dessen fehlende Rückwand durch eine Stoffbespannung ersetzt war, gab es dort. Die Beschreibung der Topographie passt gut zur unmittelbaren Umgebung der Roeckstraße, wo Thomas Manns verwitwete Mutter zeitweise mit ihren Kindern lebte. Auch berichtet er selbst, Der Kleiderschrank sei das einzige seiner Werke, bei dessen Entstehung der in der Erzählung erwähnte Cognac eine gewisse Rolle gespielt habe.
In dem unbekannten Mädchen im Kleiderschrank zeichnet er erstmals den von ihm präferierten Frauentyp: „Das Mädchenhafte und Keusche, das Bräutliche und Elfenhafte, das Kindliche und Unschuldige, das Schmale und Hochbeinige“ (Kurzke) ist es, was den Dichter anzieht. Nicht nur die Frauengestalten im späteren Werk Thomas Manns sollten später diesen Typus aufgreifen, sondern insbesondere auch seine Frau Katia soll ihm entsprochen haben.

## Verfilmung
2009 verfilmte Michael Blume die Erzählung in einem Kurzfilm mit Hanna Schygulla in der Hauptrolle.

## Ausgaben
- Thomas Mann: Sämtliche Erzählungen. Band 1. Fischer-Taschenbuch-Verlag, Frankfurt 1987, ISBN 3-10-348115-2